# Lutkówka-Kolonia
Lutkówka-Kolonia (prononciation : [lutˈkufka kɔˈlɔɲja]) est un village polonais de la gmina de Mszczonów dans le powiat de Żyrardów de la voïvodie de Mazovie dans le centre-est de la Pologne.
Il se situe à environ 8 kilomètres au sud-est de Mszczonów (siège de la gmina), 19 kilomètres au sud-est de Żyrardów (siège de la Powiat) et à 43 kilomètres au sud-ouest de Varsovie (capitale de la Pologne).
Le village possède approximativement une population de 80 habitants de 2006.

## Histoire
De 1975 à 1998, le village appartenait administrativement à la voïvodie de Skierniewice.